# Pyreneola
Pyreneola is een geslacht van weekdieren uit de klasse van de Gastropoda (slakken).

## Soorten
- Pyreneola abyssicola (Brazier, 1877)
- Pyreneola arcuata (Turton, 1932)
- Pyreneola cincinnata (Martens, 1880)
- Pyreneola fulgida (Reeve, 1859)
- Pyreneola leptalea (E. A. Smith, 1902)
- Pyreneola lozoueti Drivas & Jay, 1997
- Pyreneola lurida (Hedley, 1907)
- Pyreneola mascarenensis Drivas & Jay, 1990
- Pyreneola melvilli (Hedley, 1899)
- Pyreneola pleurotomoides (Pilsbry, 1895)
- Pyreneola pupa (G. B. Sowerby III, 1894)
- Pyreneola semipicta (G. B. Sowerby III, 1894)
- Pyreneola shepstonensis (E. A. Smith, 1910)